# Шувалов, Матвей Гаврилович
Матве́й Гаври́лович Шува́лов (1788—1852) — оперный певец, артист оперы (тенор) и драмы; «актёр-танцор, корифей оперы и водевилей».
Родился в 1788 году. Происходил из крепостных. Был певчим крепостного хора Д. Л. Нарышкина.
С 1820-х годов выступал в Петербургской опере. П. Каратыгин писал о нём: «Шувалов, с прекрасным голосом, некоторое время певал первые партии в операх, но постоянно смешил публику своею неловкостью и неуклюжей фигурой».
М. Г. Шувалов был первым исполнителем в России партии Дона Оттавио в опере «Дон Жуан». Партнёрами Шувалова были: С. Байков, Н. Дюр, В. Самойлов, Н. Семёнова, М. Шелехова.
Умер в Санкт-Петербурге 3 (15) сентября 1852 года. Похоронен на Митрофаниевском кладбище.